# Muchówki

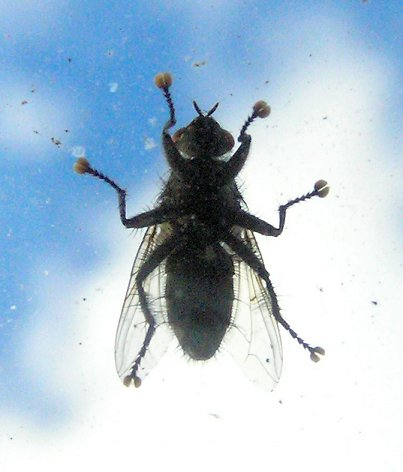
Widok od spodu - widoczne stopy z przyssawkami

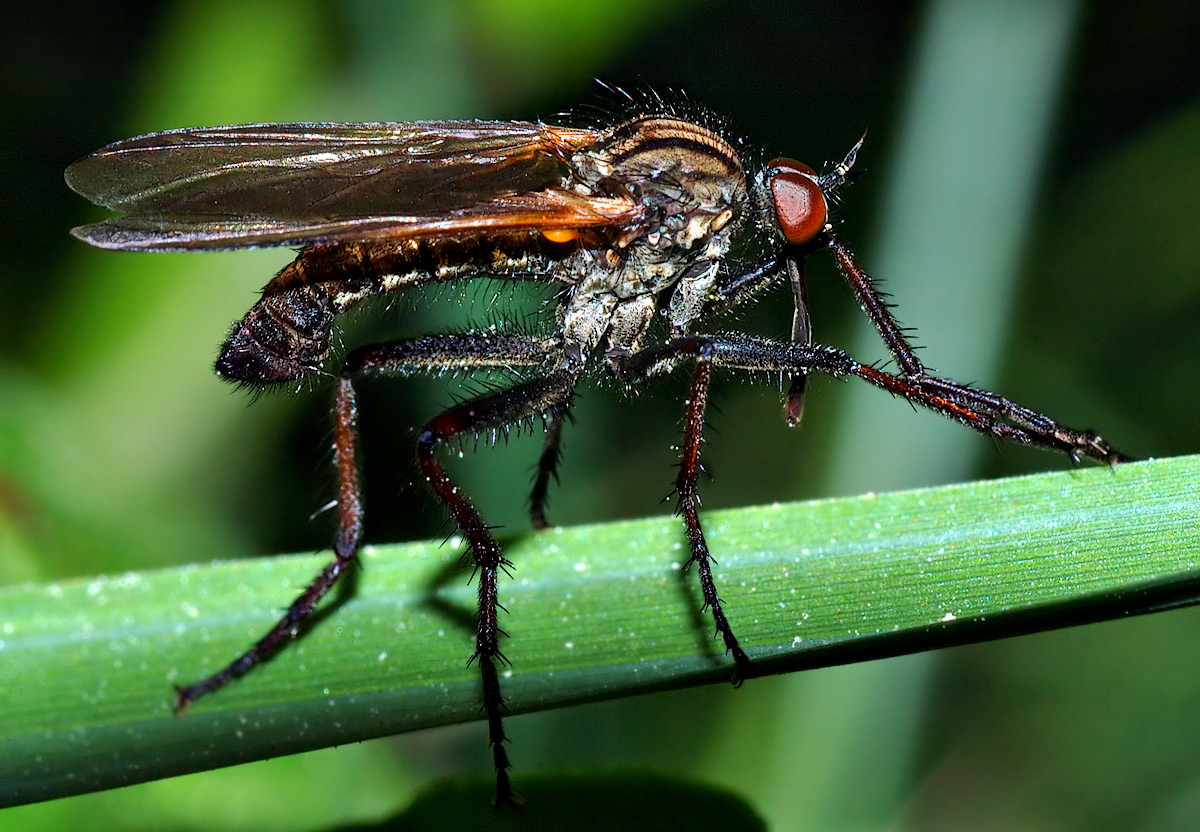
Samiec wujka Empis tesselata wielkości 12 mm

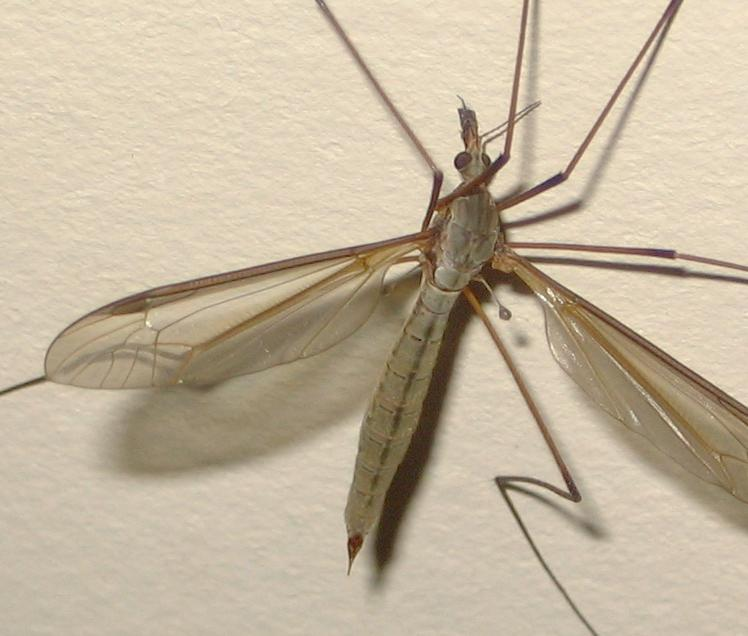
Komarnica

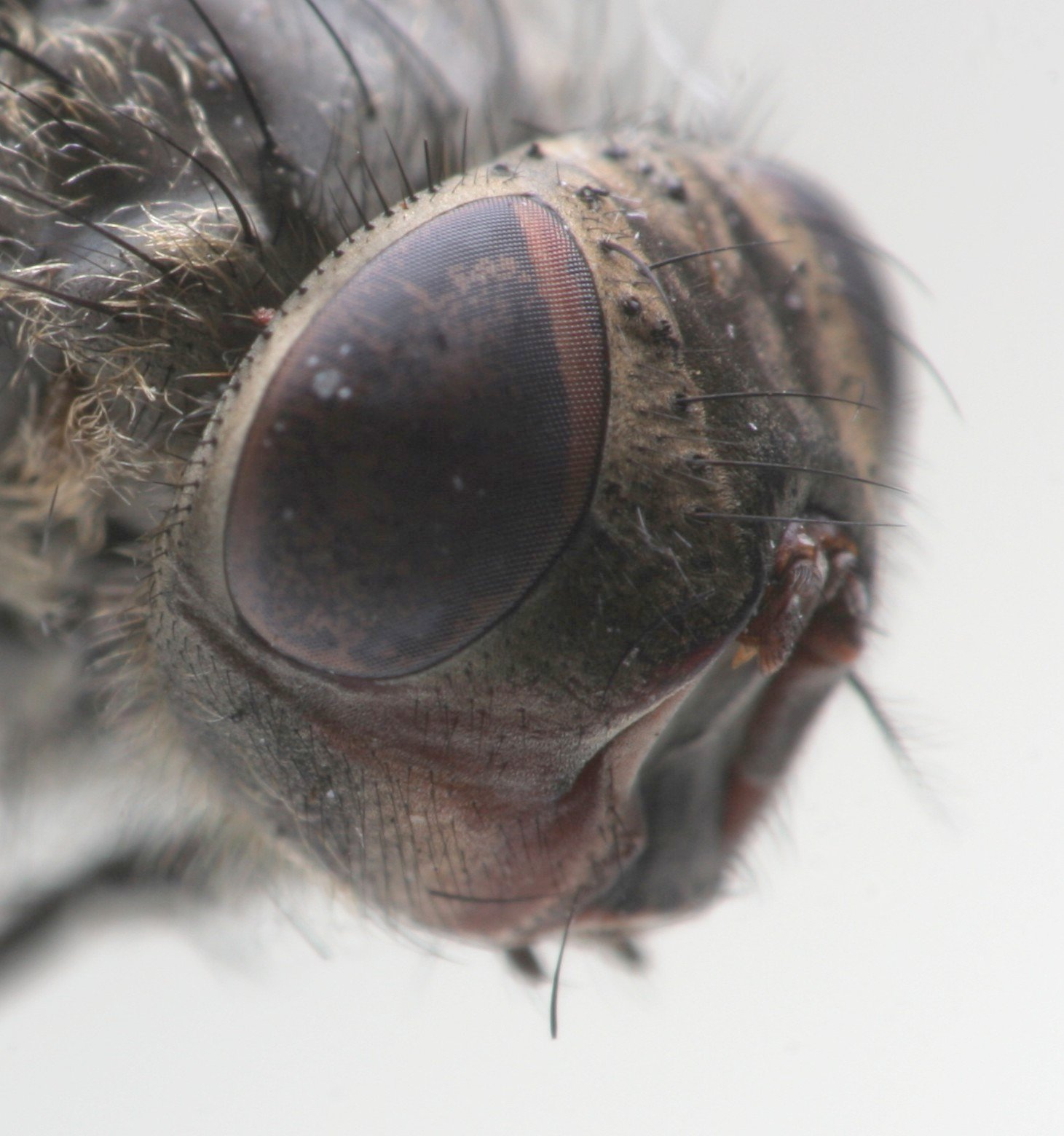
Głowa - widoczna struktura oka

Muchówki, dwuskrzydłe (Diptera) – rząd owadów. Charakteryzuje się jedną parą skrzydeł. Druga para skrzydeł uległa uwstecznieniu i występuje w postaci przezmianek (halteres). Skrzydła są cienkie, błoniaste oraz przezroczyste.
W zapisie kopalnym znane od triasu.

## Opis
Niektóre gatunki muchówek są zupełnie pozbawione skrzydeł. Duża, ruchomo osadzona na tułowiu głowa zaopatrzona jest w parę dużych oczu złożonych. Oprócz tego występują zwykle na głowie trzy przyoczka. Czułki albo krótkie dwuczłonowe, kończące się szczecinką, albo znacznej długości i składające się z większej liczby członów. Na odnóżach znajdują się również narządy słuchu w postaci włoskowatej. Narządy gębowe w zależności od pobieranego pokarmu: kłujące, liżące, gryzące lub ssące. Warga dolna zmieniona w ssawkę o kształcie rynienki, w której mieszczą się szczeciniaste żuwaczki (mandibula). Do ssawki otwierają się przewody gruczołów ślinowych; może się ona też kończyć poduszeczkowatym rozszerzeniem, tzw. labellą. U samców muchówek żuwaczki zupełnie się nie rozwijają. Segmenty tułowia są silnie ze sobą pozrastane. Odwłok składa się z 9 lub 10 segmentów. Nogi muchówek kończą się pięcioczłonowymi stopami zaopatrzonymi w pazurki lub przyssawki.

## Rozwój
Wszystkie owady dwuskrzydłe przechodzą przeobrażenie zupełne. Samice składają jaja lub rodzą larwy. Larwy są dwóch rodzajów, jedne mają dobrze wykształconą głowę, zaopatrzoną w czułki i narządy gębowe służące do gryzienia. Larwy mogą być albo mięsożerne albo roślinożerne. Inny rodzaj larw ma głowę uwstecznioną, bez narządów gryzących i czułków. Te larwy odżywiają się wyłącznie pokarmem płynnym. Larwy niektórych gatunków są pasożytami.

## Systematyka
Wyróżnia się 2 podrzędy muchówek:
- długorogie (Nematocera) - obejmuje ponad 70 rodzin - w tym 35 wymarłych - m.in.:
  - ćmiankowate (Psychodidae)
  - grzybiarkowate (Mycetophilidae)
  - komarowate (Culicidae)
  - koziułkowate (Tipulidae)
  - leniowate (Bibionidae)
  - meszkowate (Simuliidae)
  - mikozkowate (Blephariceridae)
  - mokrzecowate, kuczmany (Heleidae, Ceratopogonidae)[3]
  - nikłonie (Dixidae)
  - ochotkowate (Chironomidae)
  - pozmrokowate (Trichoceridae)
  - pryszczarkowate (Cecidomyiidae)
  - wodzieniowate (Chaoboridae)
  - ziemiórkowate (Sciaridae)
- krótkorogie (Brachycera) - obejmuje ponad 140 rodzin - w tym 8 wymarłych - m.in.:
  - bąkowate (Tabanidae)
  - błotniszkowate (Heleomyzidae)
  - błyskleniowate (Dolichopodidae)
  - bujankowate (Bombyliidae)
  - bzygowate (Syrphidae)
  - dziewierkowate (Therevidae)
  - gzowate (Oestridae)
  - kłośnicowate (Scathophagidae)
  - kobyliczkowate (Rhagionidae)
  - łowikowate (Asilidae)
  - miniarkowate (Agromyzidae)
  - mrokawkowate (Nycteribiidae)
  - muchowate (Muscidae)
  - narzępikowate (Hippoboscidae)
  - nasionnicowate (Tephritidae)
  - niezmiarkowate (Chloropidae)
  - opękowate (Acroceridae)
  - plujkowate (Calliphoridae)
  - połyśnicowate (Psilidae)
  - rączycowate (Tachinidae)
  - sernicowate (Piophilidae)
  - ścierwicowate (Sarcophagidae)
  - śmietkowate (Anthomyiidae)
  - wodarkowate (Ephydridae)
  - wszolinkowate (Braulidae)
  - wujkowate (Empididae)
  - wyślepkowate (Conopidae)
  - wywilżankowate (Drosophilidae)
  - zadrowate (Phoridae)